# Тюрма народів

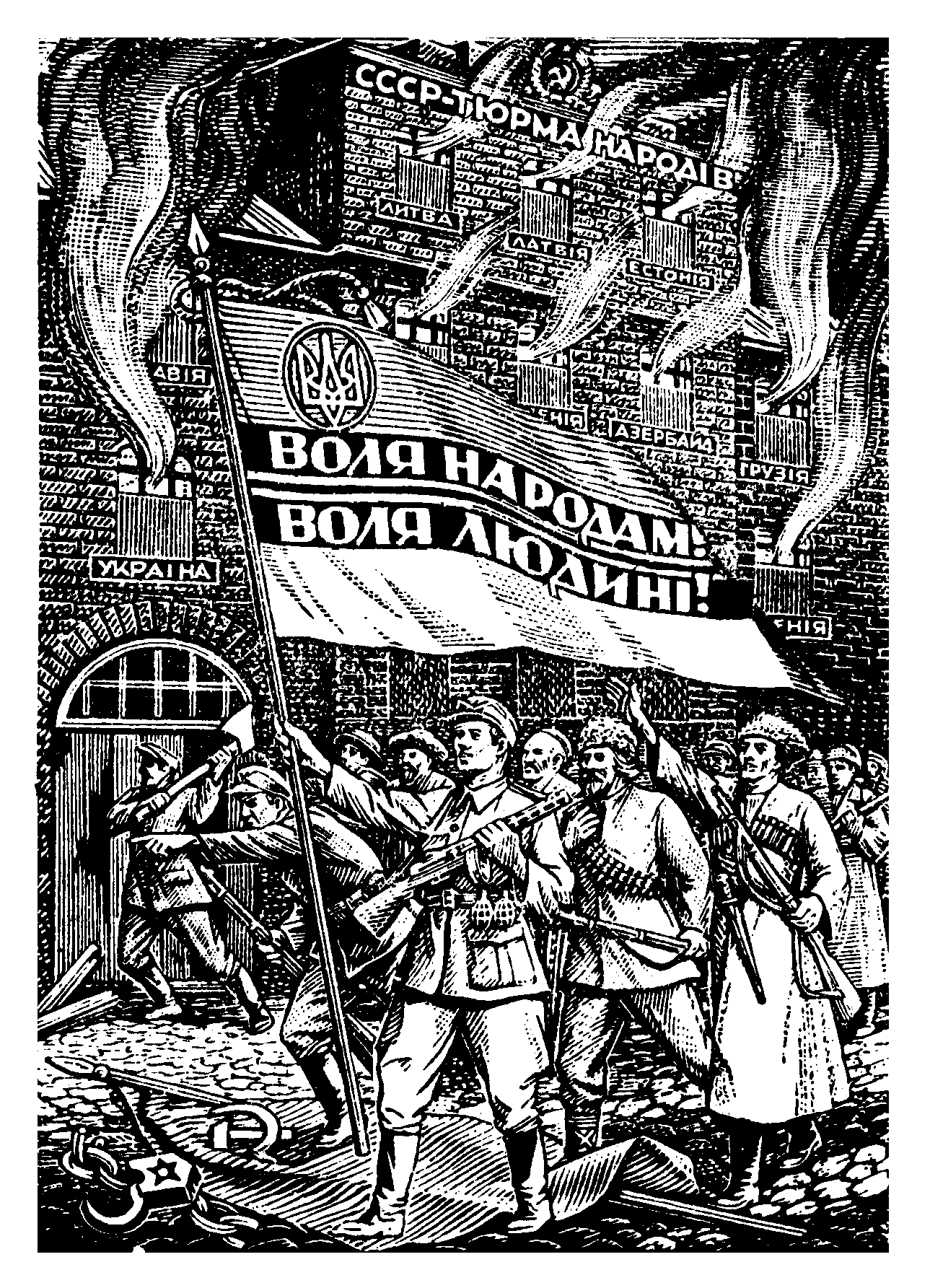
Агітаційний плакат УПА, 1948 р., автор Ніл Хасевич. Зверху на малюнку — серп і молот з написом «СССР — тюрма народів»

Тюрма народів (нім. Völkerkerker, рос. Тюрьма народов) — метафора, що застосовується до імперій та багатонаціональних держав, що проводять політику упослідження і репресій щодо народів, чиї землі були включені до їхнього складу. Найчастіше «тюрмами народів» називали і називають Габсбурзьку монархію, Російську імперію, СРСР, Югославію та сучасну Росію. При цьому сама держава ассоціюється з в'язницею, а народи, що її населяють, — з в'язнями чи бранцями.

## Історія

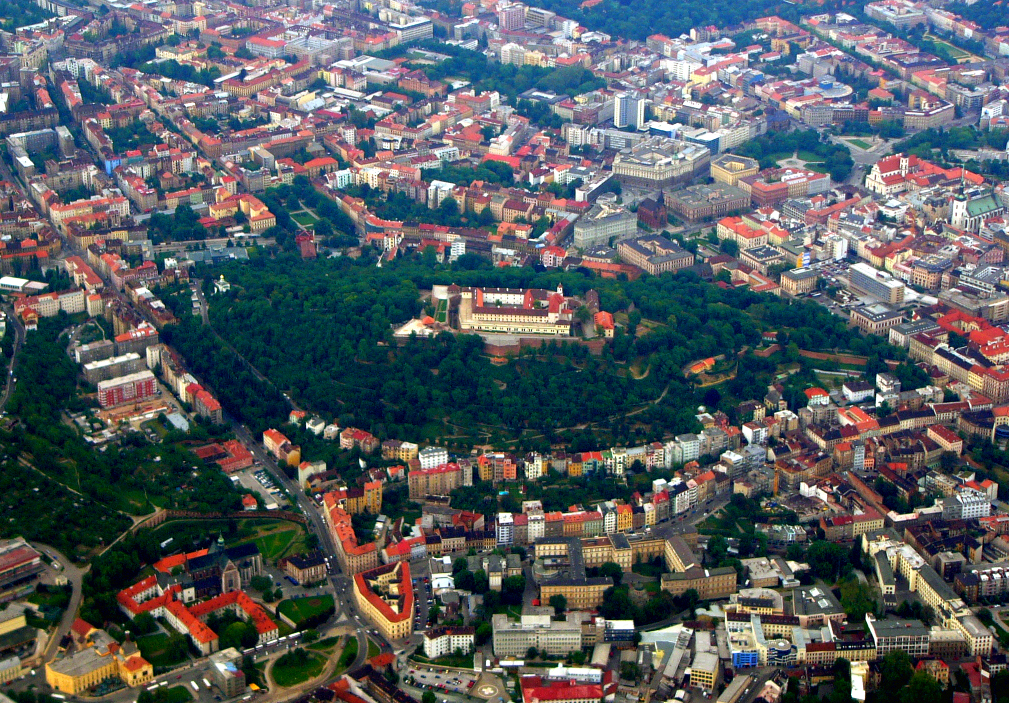
«В'язниця народів» з висоти пташиного польоту

В 1783 році імператор Священної Римської імперії Йосиф II вирішив створити особливу в'язницю для ворогів Габсбурзької монархії. З цією метою була «переобладнані» каземати фортеці Шпільберк у теперішньому Брно, адміністративному центрі Моравії. У створений таким чином політичній в'язниці були запроваджені особливо жорсткі умови утримання, тож її часто називали карцером (італ. carcere duro). Після «перерви», викликаної наполеонівськими війнами, в'язниця була відкрита повторно у 1820 році.

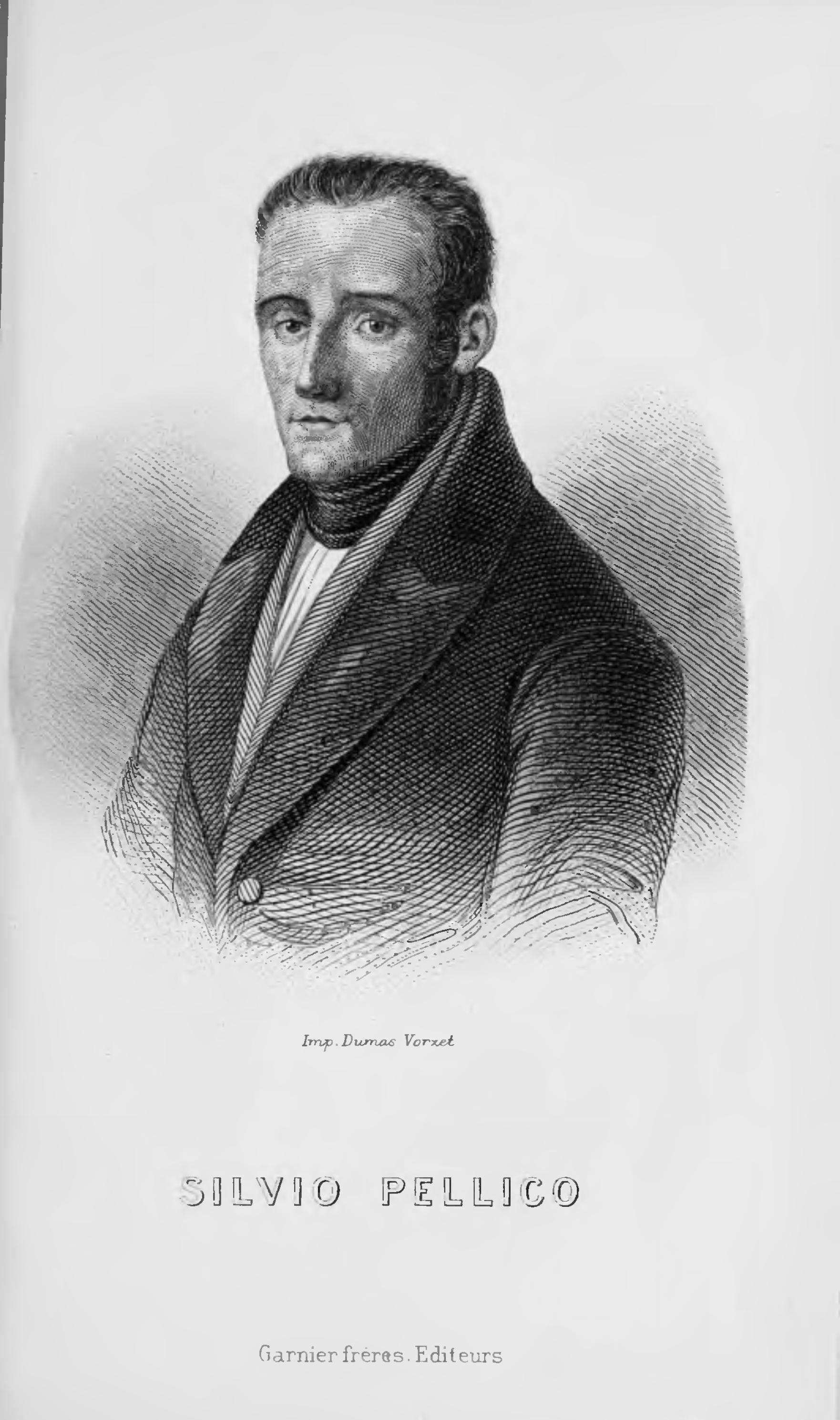
Сільвіо Пелліко

Серед в'язнів, які утримувалися в Шпільберку, було чимало представників революційних і національно-визвольних рухів народів, що опинилися під владою Габсбургів — угорські якобінці, італійські карбонарії, польські повстанці тощо. Тож із часом він здобув прізвисько Völkerkerker — «в'язниця народів» або «карцер народів». Про жахливі умови перебування в'язнів у цій тюрмі європейській публіці повідомив італійський письменник і драматург Сільвіо Пелліко, якого в Шпільберку тримали з 1822 до 1830 року за вироком по справі карбонаріїв. У 1832 році Пелліко оприлюднив свої спогади під назвою «Мої в'язниці», які справили величезне враження на читачів усього континенту. Керівник австрійського уряду Клемент Меттерніх змушений був визнати, що поява книги Пелліко виявалася для імперії «важчою за військовау поразку».
Саме завдяки Пелліко, не без зусиль Джузеппе Мадзіні, чий авторитет в революційних, ліберальних і демократичних колах був беззаперечним, прізвисько Völkerkerker (і в німецькому оригіналі, і в італійському перекладі як prigioni dei popoli) закріпилося за всією Габсбурзькою монархію. Це визначення у своїх статтях часів революцій 1848—1849 використовував, зокрема Фрідріх Енгельс, а за його прикладом — німецькі і власне австрійські соціал-демократи.
Російську імперію із великою в'язницею першим порівняв французький письменник і мандрівник Астольф де Кюстін у книзі «Росія у 1839 році». Він, зокрема, зазначав: «Хоч яка величезна ця імперія, вона не що інше, як тюрма, ключ від якої зберігається в імператора». Миколу І Кюстін назвав «тюремником однієї третини земної кулі», натякаючи як на загарбницьку зовнішню політику російського царизму, так і пригнінчення вже підкорених ним народів.

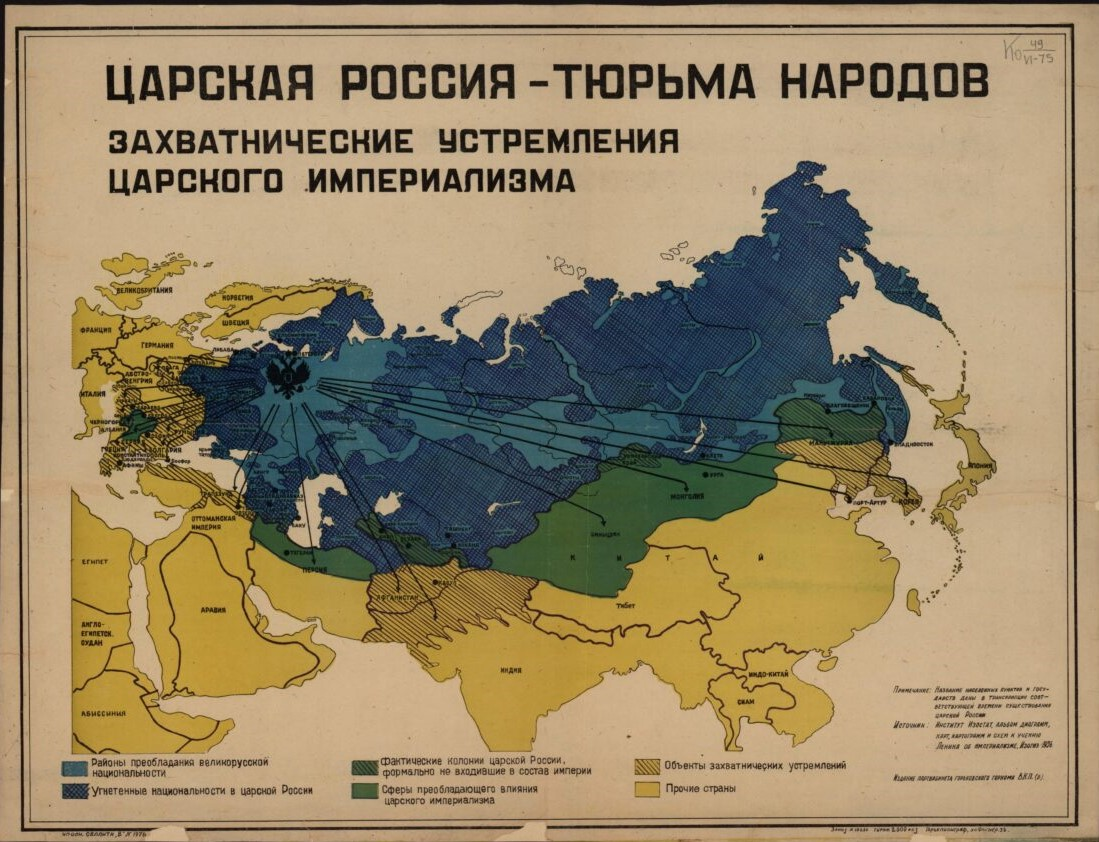
Плакат СРСР «Царська Росія — тюрма народів» (1936)

Австрійське прізвисько і визначення Кюстина стосовно Російської імперії — у формі тюрма народів — поєднав в 1914 році Володимир Ленін. Власне, політика царату була на той час набагато репресивнішою і агресивнішою за дії габсбурзької монархії (яка з 1915 року почала використовувати визначення «тюрма народів» у власній пропаганді проти Росії). Формула швидко набула популярності, а із здобуттям більшовиками влади увійшла до офіційної ідеології радянської влади (стосовно скинутих нею попередників).
Із розпадом в 1918 році Австро-Угорщини визначення Völkerkerker щодо зниклої монархії також використовували влади більшості держав, що виникли на її місці, включно із владою Австрійської республіки. Натомість, чимало сучасних дослідників стверджують, що цей термін щодо Габсбурзької монархії був значною мірою пропагандистським, та й становище «нетитульних» народів і національних меншин у більшості держав Центральної Європи в міжвоєнний період було значно гіршим, аніж за Габсбургів. Найкричущою була ситуація в Королівстві сербів, хорватів і словенців (з 1929 року — Югославії), яке також отримала прізвисько «тюрми народів» — зокрема й з боку тамтешніх комуністів (які при цьому посилалися на Леніна).
Національна політика СРСР багато в чому відтворювала, ба навіть посилювала національне пригнічення часів Російської імперії, аж до актів прямого геноциду підкорених народів. Тому за сталінських часів визначення Леніна було «пом'якшене» до формули «царизм — тюрма народів». Натомість гасло «СРСР — тюрма народів» взяли на озброєння національно-визвольні рухи — на теренах не лише самого Радянського Союзу, а й у створеній після другої світової війни радянській «зоні впливу» у Східній і Центральній Європі, а також у комуністичній Югославії.

## Сучасне використання
Визначення «тюрма народів» наразі активно застосовується щодо сучасної Росії, яка взяла на озброєння і «творчо розвинула» національну політику російських царів та радянських генсеків. Заборона російської влади та самопроголошеної бандитської влади в Криму на перебування голови Меджлісу кримськотатарського народу Рефата Чубарова на рідній землі є вироком кремлівській окупації, заявило в липні 2014 Міністерство закордонних справ України. «За обгорткою „російської багатонаціональності“ ховається жорстоке обличчя тоталітарного політичного режиму, який придушує будь-яку іншу мову та культуру, не кажучи про демократичні права і свободи. Тюрма народів знову показала свій ворожий оскал», — мовиться в заяві.

## У культурі
Россия… Вольница. Тюрьма.
Храм на бассейне. Вера в слово.
И нет могильного холма
У Гумилёва.
Загадка. Горе от ума.
Тюрьма народов. Наций драма.
И нет могильного холма
У Мандельштама.
Глеб Горбовский